# 细花软叶兰
细花软叶兰（学名：Didiciea cunninghami）为兰科双生兰属下的一个种。